# Élections législatives de 2024 dans l'Essonne
Les élections législatives françaises de 2024 dans l'Essonne se déroulent les 30 juin et 7 juillet 2024. Dans le département, dix députés sont à élire dans le cadre de dix circonscriptions, à la suite de la dissolution de l'Assemblée nationale par Emmanuel Macron.
Le choix de cette dissolution est pris après la défaite de la liste Renaissance aux élections européennes qui ont eu lieu le 9 juin 2024.
Le scrutin est marqué par une chute du camp présidentiel, qui perd trois circonscriptions au profit de la gauche. Le Rassemblement national réussit l'exploit de se qualifier pour neuf seconds tours, contre un seul en 2022, mais ne conserve finalement que sa seule députée, tandis que Nicolas Dupont-Aignan perd son siège au profit de la gauche.

## Contexte
| Circonscription | RN      | ENS     | PS - PP | LFI     | LR     |
| --------------- | ------- | ------- | ------- | ------- | ------ |
| Circonscription |         |         |         |         |        |
| 1re             | 23,65 % | 11,13 % | 10,59 % | 30,22 % | 4,16 % |
| 2e              | 37,32 % | 12,9 %  | 10,73 % | 10,16 % | 6,05 % |
| 3e              | 30,4 %  | 14,66 % | 13,05 % | 11,38 % | 6,69 % |
| 4e              | 27,46 % | 16,5 %  | 14,58 % | 11,1 %  | 7,37 % |
| 5e              | 13,62 % | 21,1 %  | 19,31 % | 12,63 % | 9,11 % |
| 6e              | 19,16 % | 15,43 % | 17,16 % | 18,44 % | 6,51 % |
| 7e              | 25,82 % | 12,34 % | 12,83 % | 21,25 % | 6,23 % |
| 8e              | 24,66 % | 13,81 % | 14,31 % | 16,41 % | 7,11 % |
| 9e              | 27,36 % | 14,11 % | 12,64 % | 18,02 % | 6,41 % |
| 10e             | 25,74 % | 11,56 % | 11,66 % | 22,93 % | 5,4 %  |

## Système électoral
Les élections législatives ont lieu au scrutin uninominal majoritaire à deux tours dans des circonscriptions uninominales.
Est élu au premier tour le candidat qui réunit la majorité absolue des suffrages exprimés et un nombre de voix au moins égal au quart des électeurs inscrits dans la circonscription, soit 25 %. Si aucun des candidats ne satisfait ces conditions, un second tour est organisé entre les candidats ayant réuni un nombre de voix au moins égal à un huitième des inscrits, soit 12,5 %. Les deux candidats arrivés en tête du 1er tour se maintiennent néanmoins par défaut si un seul ou aucun d'entre eux n'a atteint ce seuil. Au second tour, le candidat arrivé en tête est déclaré élu,.
Le seuil de qualification basé sur un pourcentage du total des inscrits et non des suffrages exprimés rend plus difficile l'accès au second tour lorsque l'abstention est élevée. Le système permet en revanche l'accès au second tour de plus de deux candidats si plusieurs d'entre eux franchissent le seuil de 12,5 % des inscrits. Les candidats en lice au second tour peuvent ainsi être trois, un cas de figure appelé « triangulaire ». Les second tours où s'affrontent quatre candidats, appelés « quadrangulaire » sont également possibles, mais beaucoup plus rares,.

### Partis et nuances
Les résultats des élections sont publiés en France par le ministère de l'Intérieur, qui classe les partis en leur attribuant des nuances politiques. Ces dernières sont décidées par les préfets, qui les attribuent indifféremment de l'étiquette politique déclarée par les candidats, qui peut être celle d'un parti ou une candidature sans étiquette.
Seuls le Parti communiste français (COM), La France insoumise (FI), le Parti socialiste (SOC), le Parti radical de gauche (RDG), Les Écologistes (VEC), Renaissance (RE), le Mouvement démocrate (MDM), Horizons (HOR), l'Union des démocrates et indépendants (UDI), Les Républicains (LR), le Rassemblement national (RN) et Reconquête (REC) se voient attribuer en 2024 des nuances propres. Les coalitions Ensemble et Nouveau front populaire, ainsi que les candidats de l'alliance LR-Ciotti-RN, en bénéficient également indirectement, les nuances Ensemble ! (Majorité présidentielle) (ENS), Union de la gauche (UG) et Union de l'extrême-droite (UXD) étant attribuables aux candidats bénéficiant respectivement du soutien de deux partis du centre, de deux partis de gauche ou de deux partis d'extrême-droite,.
Tous les autres partis se voient attribuer l'une ou l'autre des nuances suivantes : EXG (extrême gauche), DVG (divers gauche), ECO (écologiste), REG (régionaliste), DVC (divers centre), DVD (divers droite), DSV (droite souverainiste) et EXD (extrême droite). Des partis comme Debout la France ou Lutte ouvrière ne disposent ainsi pas de nuances propres, et leurs résultats nationaux ne sont pas publiés séparément par le ministère, car mélangés avec d'autres partis (respectivement dans les nuances DSV et EXG).

## Élus
| Circonscription | Député sortant                           | Parti | Parti | Groupe | Député élu ou réélu            | Parti | Parti | Groupe |
| --------------- | ---------------------------------------- | ----- | ----- | ------ | ------------------------------ | ----- | ----- | ------ |
| 1re             | Farida Amrani                            |       | LFI   | LFI    | Farida Amrani                  |       | LFI   | LFI    |
| 2e              | Nathalie Da Conceicao Carvalho           |       | RN    | RN     | Nathalie Da Conceicao Carvalho |       | RN    | RN     |
| 3e              | Alexis Izard                             |       | RE    | RE     | Steevy Gustave                 |       | LÉ    | ÉCO    |
| 4e              | Marie-Pierre Rixain                      |       | RE    | RE     | Marie-Pierre Rixain            |       | RE    | EPR    |
| 5e              | Paul Midy                                |       | RE    | RE     | Paul Midy                      |       | RE    | EPR    |
| 6e              | Jérôme Guedj                             |       | PS    | SOC    | Jérôme Guedj                   |       | PS    | SOC    |
| 7e              | Robin Reda                               |       | RE    | RE     | Claire Lejeune                 |       | LFI   | LFI    |
| 8e              | Nicolas Dupont-Aignan                    |       | DLF   | NI     | Bérenger Cernon                |       | LFI   | LFI    |
| 9e              | Éric Husson suppléant de Marie Guévenoux |       | RE    | RE     | Julie Ozenne                   |       | LÉ    | ÉCO    |
| 10e             | Antoine Léaument                         |       | LFI   | LFI    | Antoine Léaument               |       | LFI   | LFI    |

### Taux de participation
| Taux de participation | 1er tour | 1er tour | 1er tour   | 2d tour | 2d tour | 2d tour    | Différence entre les deux tours de 2024 |
| Taux de participation | En 2022  | En 2024  | Différence | En 2022 | En 2024 | Différence | Différence entre les deux tours de 2024 |
| --------------------- | -------- | -------- | ---------- | ------- | ------- | ---------- | --------------------------------------- |
| À midi                | 12,77 %  | 20,68 %  | 7,91       | 12,65 % | 20,01 % | 7,36       | 0,67                                    |
| À 17 heures           | 32,70 %  | 50,53 %  | 17,83      | 31,80 % | 50,80 % | 19         | 0,27                                    |
| Final                 | 47,75 %  | 67,26 %  | 19,51      | 47,01 % | 66,12 % | 19,11      | 1,14                                    |

### Cartes

Nuance politique des candidats arrivés en tête dans chaque commune au 1er tour.
Nuance politique des candidats arrivés en tête dans chaque commune au 2e tour.

## Résultats

### Résultats par coalition
| Parti                                       | Parti                                       | Parti                                | Premier tour | Premier tour | Premier tour | Second tour   | Second tour   | Second tour | Total Sièges  | +/-           |
| Parti                                       | Parti                                       | Parti                                | Voix         | %            | Sièges       | Voix          | %             | Sièges      | Total Sièges  | +/-           |
| ------------------------------------------- | ------------------------------------------- | ------------------------------------ | ------------ | ------------ | ------------ | ------------- | ------------- | ----------- | ------------- | ------------- |
|                                             |                                             | La France insoumise (LFI)            | 87 556       | 16,53        | 0            | 111 025       | 22,15         | 4           | 4             | 2             |
|                                             | Les Écologistes (LÉ)                        | 40 162                               | 7,58         | 0            | 64 825       | 12,93         | 2             | 2           | 2             |               |
|                                             | Parti communiste français (PCF)             | 21 010                               | 3,97         | 0            | Retrait      | Retrait       | Retrait       | 0           | en stagnation |               |
|                                             | Parti socialiste (PS)                       | 19 280                               | 3,64         | 0            | 38 991       | 7,78          | 1             | 1           | en stagnation |               |
|                                             | Nouvelle Donne (ND)                         | 19 107                               | 3,61         | 0            | 21 683       | 4,33          | 0             | 0           | Nv            |               |
|                                             | Génération.s (G.s)                          | 14 124                               | 2,67         | 0            | Retrait      | Retrait       | Retrait       | 0           | Nv            |               |
| Total Nouveau Front populaire (NFP)         | Total Nouveau Front populaire (NFP)         | 201 239                              | 38,00        | 0            | 236 524      | 47,19         | 7             | 7           | 4             |               |
|                                             |                                             | Rassemblement national (RN)          | 112 413      | 21,23        | 0            | 119 303       | 23,80         | 1           | 1             | en stagnation |
|                                             | Républicains à droite (RÀD)                 | 21 144                               | 3,99         | 0            | 23 266       | 4,64          | 0             | 0           | Nv            |               |
| Total Rassemblement national et alliés (RN) | Total Rassemblement national et alliés (RN) | 133 557                              | 25,22        | 0            | 142 569      | 28,45         | 1             | 1           | en stagnation |               |
|                                             |                                             | Renaissance (RE)                     | 87 567       | 16,53        | 0            | 81 221        | 16,21         | 2           | 2             | 3             |
|                                             | Horizons (HOR)                              | 20 627                               | 3,89         | 0            | Retrait      | Retrait       | Retrait       | 0           | en stagnation |               |
| Total Ensemble pour la République (ENS)     | Total Ensemble pour la République (ENS)     | 108 194                              | 20,43        | 0            | 81 221       | 16,21         | 2             | 2           | 3             |               |
|                                             |                                             | Les Républicains (LR)                | 23 858       | 4,50         | 0            | 10 960        | 2,19          | 0           | 0             | en stagnation |
|                                             | Sans étiquette                              | 4 998                                | 0,94         | 0            |              |               |               | 0           | Nv            |               |
|                                             | Nouvelle Énergie (NÉ)                       | 2 054                                | 0,39         | 0            | 0            | Nv            |               |             |               |               |
| Total Union de la droite et du centre (UDC) | Total Union de la droite et du centre (UDC) | 30 910                               | 5,84         | 0            | 10 960       | 2,19          | 0             | 0           | en stagnation |               |
|                                             | Debout la France (DLF)                      | Debout la France (DLF)               | 17 151       | 3,24         | 0            | 18 672        | 3,73          | 0           | 0             | 1             |
|                                             | Reconquête (REC)                            | Reconquête (REC)                     | 6 338        | 1,20         | 0            |               |               |             | 0             | en stagnation |
|                                             |                                             | Le Mouvement pour les animaux (LMPA) | 2 453        | 0,46         | 0            | 0             | en stagnation |             |               |               |
|                                             | Les Universalistes (UNIV)                   | 1 455                                | 0,27         | 0            | 0            | Nv            |               |             |               |               |
|                                             | France Écologie (FÉ)                        | 1 389                                | 0,26         | 0            | 0            | Nv            |               |             |               |               |
|                                             | Cap21                                       | 694                                  | 0,13         | 0            | 0            | Nv            |               |             |               |               |
| Total Tous unis pour le vivant (TUPV)       | Total Tous unis pour le vivant (TUPV)       | 5 991                                | 1,13         | 0            | 0            | en stagnation |               |             |               |               |
|                                             | Lutte ouvrière (LO)                         | Lutte ouvrière (LO)                  | 4 762        | 0,90         | 0            | 0             | en stagnation |             |               |               |
|                                             | Verts démocrates (VD)                       | Verts démocrates (VD)                | 2 376        | 0,45         | 0            | 0             | Nv            |             |               |               |
|                                             | Écologie au centre (ÉAC)                    | Écologie au centre (ÉAC)             | 1 683        | 0,32         | 0            | 0             | en stagnation |             |               |               |
|                                             | Équinoxe                                    | Équinoxe                             | 1 303        | 0,25         | 0            | 0             | Nv            |             |               |               |
|                                             | Solidarité et progrès (S&P)                 | Solidarité et progrès (S&P)          | 380          | 0,07         | 0            | 0             | en stagnation |             |               |               |
|                                             |                                             | Changement citoyen (CC)              | 87           | 0,02         | 0            | 0             | Nv            |             |               |               |
| Total Coalition citoyenne (CC)              | Total Coalition citoyenne (CC)              | 87                                   | 0,02         | 0            | 0            | Nv            |               |             |               |               |
|                                             | Sans étiquette (SE)                         | Sans étiquette (SE)                  | 15 652       | 2,96         | 0            | 11 256        | 2,25          | 0           | 0             | en stagnation |
|                                             |                                             |                                      |              |              |              |               |               |             |               |               |
| Suffrages exprimés                          | Suffrages exprimés                          | Suffrages exprimés                   | 529 623      | 97,60        |              | 501 202       | 93,91         |             |               |               |
| Votes blancs                                | Votes blancs                                | Votes blancs                         | 9 477        | 1,75         | 25 645       | 4,81          |               |             |               |               |
| Votes nuls                                  | Votes nuls                                  | Votes nuls                           | 3 533        | 0,65         | 6 840        | 1,28          |               |             |               |               |
| Total                                       | Total                                       | Total                                | 542 633      | 100          | 0            | 533 687       | 100           | 10          | 10            | en stagnation |
| Abstention                                  | Abstention                                  | Abstention                           | 264 180      | 32,74        |              | 273 402       | 33,88         |             |               |               |
| Inscrits/Participation                      | Inscrits/Participation                      | Inscrits/Participation               | 806 813      | 67,26        | 807 089      | 66,12         |               |             |               |               |

### Résultats par nuances
| Nuance                 | Nuance                        | Nuance                 | Premier tour | Premier tour | Premier tour | Second tour | Second tour   | Second tour | Total Sièges | +/-           |
| Nuance                 | Nuance                        | Nuance                 | Voix         | %            | Sièges       | Voix        | %             | Sièges      | Total Sièges | +/-           |
| ---------------------- | ----------------------------- | ---------------------- | ------------ | ------------ | ------------ | ----------- | ------------- | ----------- | ------------ | ------------- |
|                        | Union de la gauche            | UG                     | 187 115      | 35,33        | 0            | 236 524     | 47,19         | 7           | 7            | 4             |
|                        | Rassemblement national        | RN                     | 112 413      | 21,23        | 0            | 119 303     | 23,80         | 1           | 1            | en stagnation |
|                        | Ensemble pour la République ! | ENS                    | 108 194      | 20,43        | 0            | 81 221      | 16,21         | 2           | 2            | 3             |
|                        | Divers droite                 | DVD                    | 21 348       | 4,03         | 0            | 10 960      | 2,19          | 0           | 0            | en stagnation |
|                        | Union de l'extrême droite     | UXD                    | 21 144       | 3,99         | 0            | 23 266      | 4,64          | 0           | 0            | Nv            |
|                        | Divers                        | DIV                    | 18 073       | 3,41         | 0            | 11 256      | 2,25          | 0           | 0            | en stagnation |
|                        | Droite souverainiste          | DSV                    | 16 288       | 3,08         | 0            | 18 672      | 3,73          | 0           | 0            | 1             |
|                        | Divers gauche                 | DVG                    | 14 504       | 2,74         | 0            | Retrait     | Retrait       | Retrait     | 0            | en stagnation |
|                        | Les Républicains              | LR                     | 10 326       | 1,95         | 0            |             |               |             | 0            | en stagnation |
|                        | Écologistes                   | ECO                    | 8 900        | 1,68         | 0            | 0           | en stagnation |             |              |               |
|                        | Reconquête                    | REC                    | 6 338        | 1,20         | 0            | 0           | en stagnation |             |              |               |
|                        | Extrême gauche                | EXG                    | 4 762        | 0,90         | 0            | 0           | en stagnation |             |              |               |
|                        | Divers centre                 | DVC                    | 218          | 0,04         | 0            | 0           | en stagnation |             |              |               |
|                        |                               |                        |              |              |              |             |               |             |              |               |
| Suffrages exprimés     | Suffrages exprimés            | Suffrages exprimés     | 529 623      | 97,60        |              | 501 202     | 93,91         |             |              |               |
| Votes blancs           | Votes blancs                  | Votes blancs           | 9 477        | 1,75         | 25 645       | 4,81        |               |             |              |               |
| Votes nuls             | Votes nuls                    | Votes nuls             | 3 533        | 0,65         | 6 840        | 1,28        |               |             |              |               |
| Total                  | Total                         | Total                  | 542 633      | 100          | 0            | 533 687     | 100           | 10          | 10           | en stagnation |
| Abstention             | Abstention                    | Abstention             | 264 180      | 32,74        |              | 273 402     | 33,88         |             |              |               |
| Inscrits/Participation | Inscrits/Participation        | Inscrits/Participation | 806 813      | 67,26        | 807 089      | 66,12       |               |             |              |               |

### Résultats par circonscription

#### Première circonscription
Députée sortante : Farida Amrani (La France insoumise)
| Candidat                 | Candidat                 | Parti et coalition       | Nuance                   | Premier tour | Premier tour | Second tour | Second tour |
| Candidat                 | Candidat                 | Parti et coalition       | Nuance                   | Voix         | %            | Voix        | %           |
| ------------------------ | ------------------------ | ------------------------ | ------------------------ | ------------ | ------------ | ----------- | ----------- |
|                          | Farida Amrani            | LFI (NFP)                | UG                       | 19 109       | 46,07        | 21 311      | 50,97       |
|                          | Stéphane Beaudet         | SE                       | DIV                      | 11 506       | 27,74        | 11 256      | 26,92       |
|                          | Thiebauld Vega           | RN                       | RN                       | 9 264        | 22,34        | 9 244       | 22,11       |
|                          | Jean Camonin             | LO                       | EXG                      | 565          | 1,36         |             |             |
|                          | Hélène Bérenger          | REC                      | REC                      | 539          | 1,30         |             |             |
|                          | Baptiste Galand          | Équinoxe                 | ECO                      | 405          | 0,98         |             |             |
|                          | Gladys Eyang             | CC (CC)                  | DIV                      | 87           | 0,21         |             |             |
|                          |                          |                          |                          |              |              |             |             |
| Suffrages exprimés       | Suffrages exprimés       | Suffrages exprimés       | Suffrages exprimés       | 41 475       | 97,52        | 41 811      | 98,07       |
| Votes blancs             | Votes blancs             | Votes blancs             | Votes blancs             | 703          | 1,65         | 588         | 1,38        |
| Votes nuls               | Votes nuls               | Votes nuls               | Votes nuls               | 350          | 0,82         | 235         | 0,55        |
| Total                    | Total                    | Total                    | Total                    | 42 528       | 100          | 42 634      | 100         |
| Abstention               | Abstention               | Abstention               | Abstention               | 27 266       | 39,07        | 27 216      | 38,96       |
| Inscrits / participation | Inscrits / participation | Inscrits / participation | Inscrits / participation | 69 794       | 60,93        | 69 850      | 61,04       |

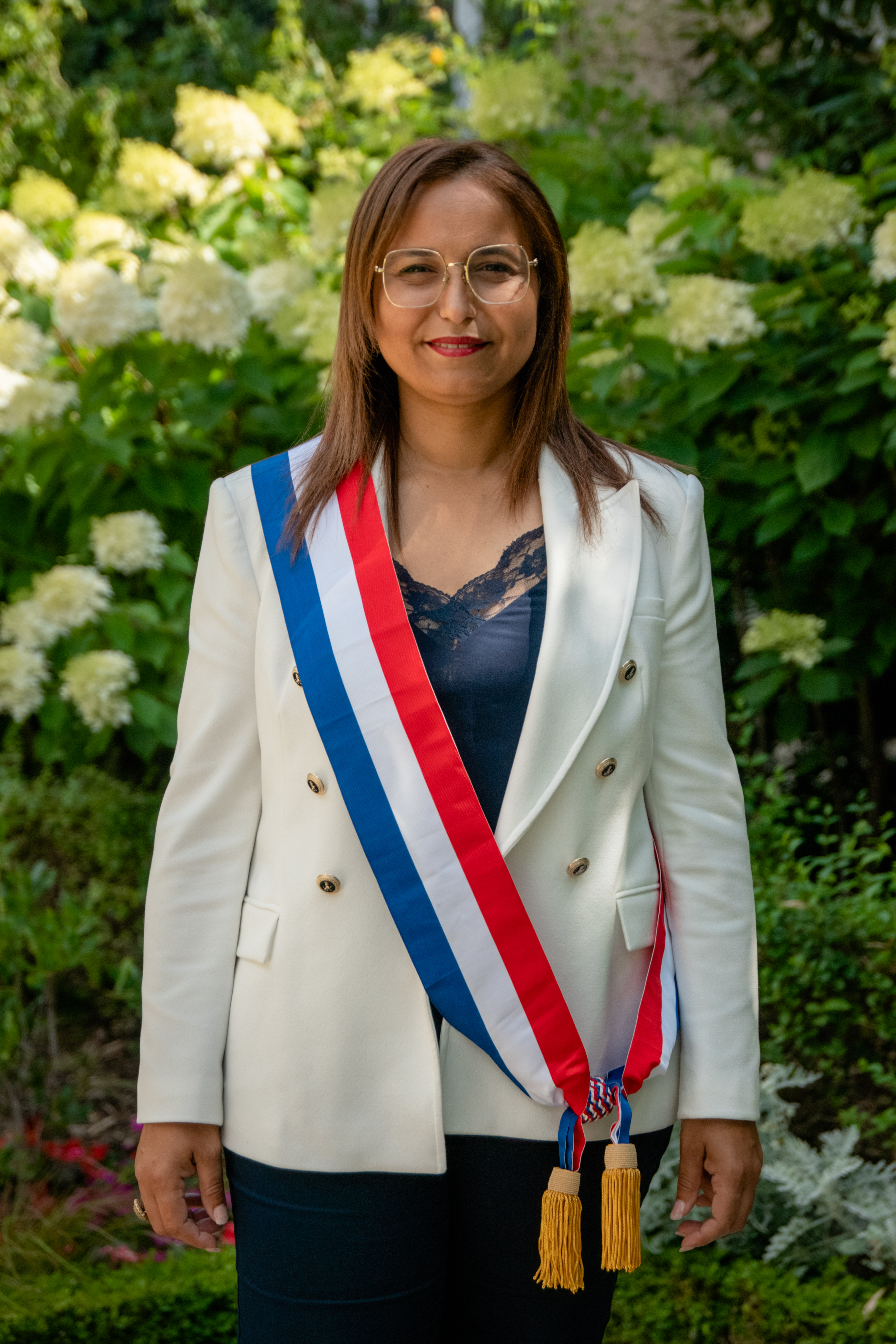
Farida Amrani, députée insoumise depuis 2022.

La première circonscription de l'Essonne est composé des cinq villes d'Évry-Courcouronnes, Corbeil-Essonnes, Bondoufle, Lisses et Villabé. Fief de gauche, elle est longtemps détenue par Manuel Valls, jusqu'à sa démission en 2018. Farida Amrani est élue face à la majorité présidentielle en 2022 avec 60 % des voix. Deux ans plus tard, le Rassemblement national effectue une percée et se qualifie pour le second tour, avec le maire d'Évry Stéphane Beaudet (ex-Les Républicains) arrivé deuxième. La députée sortante obtient tout juste la majorité absolue lors de cette triangulaire. Elle réunit 56 % des voix à Évry, 58 % à Corbeil, 39 % à Villabé et 35 % à Lisses, mais est en dernière position à Bondoufle avec 30 %.

#### Deuxième circonscription
Députée sortante : Nathalie Da Conceicao Carvalho (Rassemblement national)
| Candidat                 | Candidat                       | Parti et coalition       | Nuance                   | Premier tour | Premier tour | Second tour | Second tour |
| Candidat                 | Candidat                       | Parti et coalition       | Nuance                   | Voix         | %            | Voix        | %           |
| ------------------------ | ------------------------------ | ------------------------ | ------------------------ | ------------ | ------------ | ----------- | ----------- |
|                          | Nathalie Da Conceicao Carvalho | RN                       | RN                       | 24 608       | 40,30        | 28 898      | 52,46       |
|                          | Mathieu Hillaire               | LFI (NFP)                | UG                       | 16 207       | 26,54        | 26 193      | 47,54       |
|                          | Naïma Sifer                    | HOR (ENS)                | ENS                      | 13 490       | 22,09        | Retrait     | Retrait     |
|                          | Pierre Mayeur                  | NÉ (UDC)                 | DVD                      | 2 054        | 3,36         |             |             |
|                          | Alexandre Lienhard             | VD - UDI                 | ECO                      | 1 754        | 2,87         |             |             |
|                          | Jacques Borie                  | FÉ (TUPV)                | ECO                      | 1 389        | 2,27         |             |             |
|                          | Carla Tarcy                    | REC                      | REC                      | 1 045        | 1,71         |             |             |
|                          | Mathilde Phan Hieu             | LO                       | EXG                      | 517          | 0,85         |             |             |
|                          |                                |                          |                          |              |              |             |             |
| Suffrages exprimés       | Suffrages exprimés             | Suffrages exprimés       | Suffrages exprimés       | 61 064       | 97,18        | 55 091      | 89,49       |
| Votes blancs             | Votes blancs                   | Votes blancs             | Votes blancs             | 1 276        | 2,03         | 5 115       | 8,31        |
| Votes nuls               | Votes nuls                     | Votes nuls               | Votes nuls               | 493          | 0,78         | 1 356       | 2,20        |
| Total                    | Total                          | Total                    | Total                    | 62 833       | 100          | 61 562      | 100         |
| Abstention               | Abstention                     | Abstention               | Abstention               | 30 085       | 32,38        | 31 402      | 33,78       |
| Inscrits / participation | Inscrits / participation       | Inscrits / participation | Inscrits / participation | 92 918       | 67,62        | 92 964      | 66,22       |

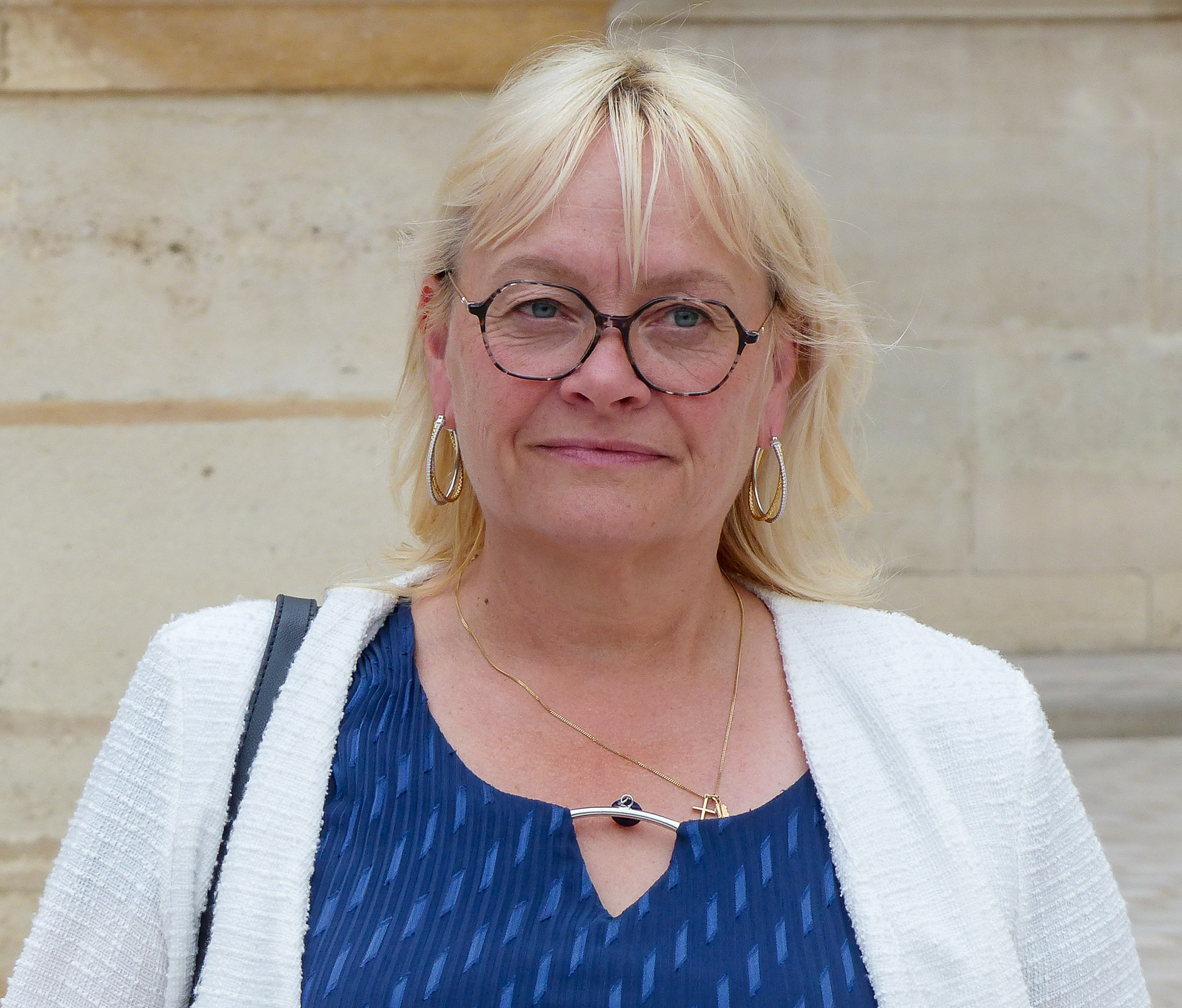
Nathalie Da Conceicao Carvalho est la seule députée Rassemblement national du département.

La deuxième circonscription, la plus vaste de l'Essonne, couvre le sud plutôt rural du département. C'est un bastion historique de la droite, conquis par le Rassemblement national en 2022 avec 53,3 % des voix. Deux ans plus tard, le même duel se répète au second tour et la députée sortante est réélue avec une marge légèrement inférieure. Villes les plus peuplées de la circonscriptions, Étampes et Mennecy, sont presque des deux seules communes votant à gauche au second tour, où le candidat de La France insoumise réunit 64 % et 53 % des voix respectivement,. A contrario, l'extrême-droite est en tête à Ballancourt-sur-Essonne avec 52 % des voix et Itteville avec 58 %.

#### Troisième circonscription
Député sortant : Alexis Izard (Renaissance)
| Candidat                 | Candidat                 | Parti et coalition       | Nuance                   | Premier tour | Premier tour | Second tour | Second tour |
| Candidat                 | Candidat                 | Parti et coalition       | Nuance                   | Voix         | %            | Voix        | %           |
| ------------------------ | ------------------------ | ------------------------ | ------------------------ | ------------ | ------------ | ----------- | ----------- |
|                          | Stefan Milosevic         | RN                       | RN                       | 22 290       | 33,01        | 26 996      | 43,29       |
|                          | Steevy Gustave           | LÉ (NFP)                 | UG                       | 20 874       | 30,91        | 35 364      | 56,71       |
|                          | Alexis Izard             | RE (ENS)                 | ENS                      | 20 189       | 29,90        | Retrait     | Retrait     |
|                          | Catherine Bompard        | LMPA (TUPV)              | DIV                      | 2 453        | 3,63         |             |             |
|                          | Denis Tranier            | REC                      | REC                      | 925          | 1,37         |             |             |
|                          | Joëlle Lopès-Venot       | LO                       | EXG                      | 713          | 1,06         |             |             |
|                          | Salvador Ribeiro         | SE                       | DIV                      | 82           | 0,12         |             |             |
|                          |                          |                          |                          |              |              |             |             |
| Suffrages exprimés       | Suffrages exprimés       | Suffrages exprimés       | Suffrages exprimés       | 67 526       | 97,48        | 62 360      | 90,96       |
| Votes blancs             | Votes blancs             | Votes blancs             | Votes blancs             | 1 293        | 1,87         | 4 989       | 7,28        |
| Votes nuls               | Votes nuls               | Votes nuls               | Votes nuls               | 451          | 0,65         | 1 211       | 1,77        |
| Total                    | Total                    | Total                    | Total                    | 69 270       | 100          | 68 560      | 100         |
| Abstention               | Abstention               | Abstention               | Abstention               | 29 864       | 30,12        | 30 590      | 30,85       |
| Inscrits / participation | Inscrits / participation | Inscrits / participation | Inscrits / participation | 99 134       | 69,88        | 99 150      | 69,15       |

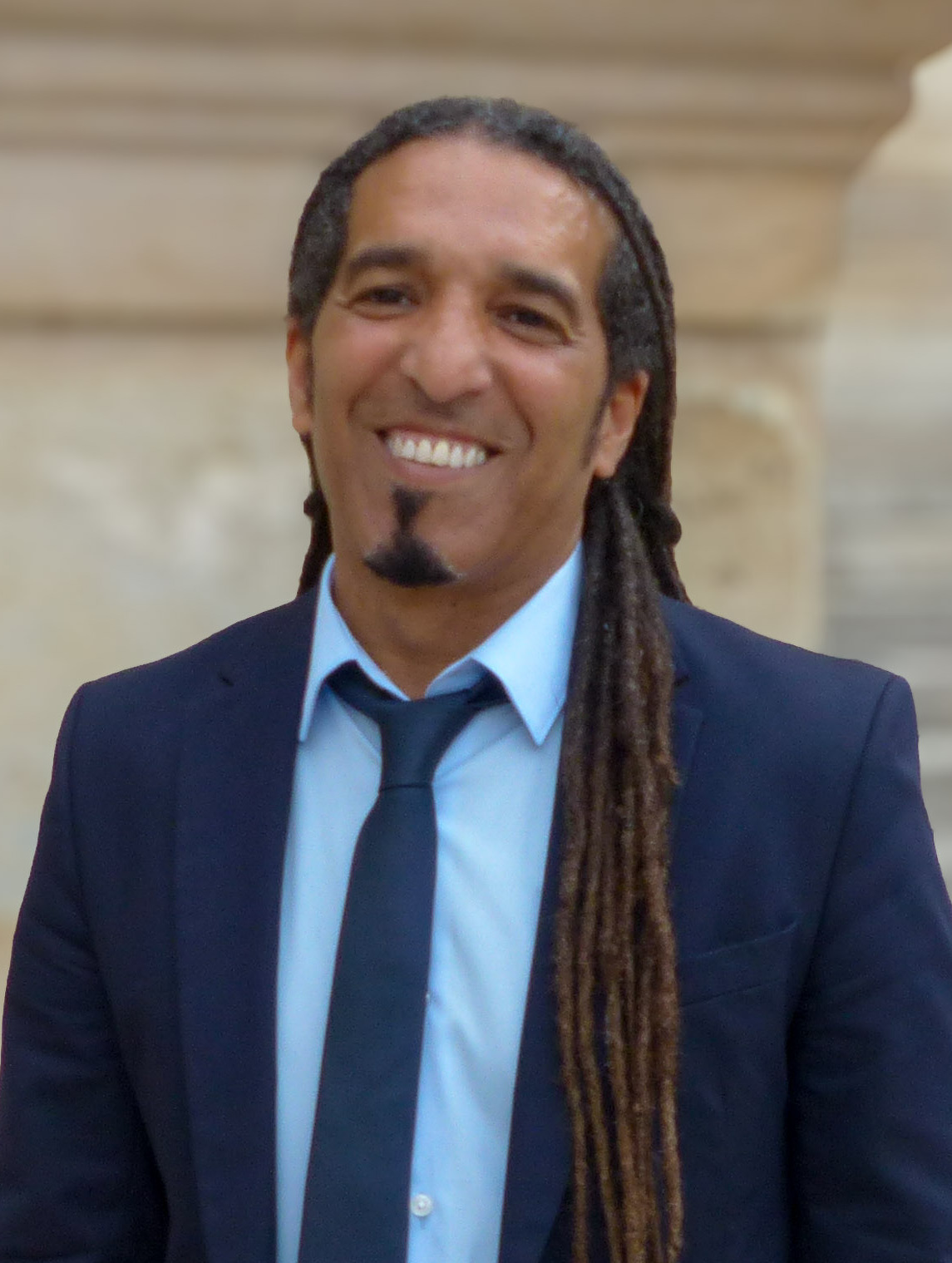
Steevy Gustave, militant de SOS Racisme, est élu député.

Située dans le centre-ouest du département, la troisième circonscription est disputée entre la droite et la gauche. Conquise par le camp macroniste en 2017, Alexis Izard est élu de justesse face au candidat écologiste Steevy Gustave en 2022. Deux ans plus tard, le Rassemblement national arrive en tête au premier tour et le député sortant, arrivé troisième, se désiste en faveur de la gauche. L'écologiste est largement élu au second tour, avec notamment 69 % des voix à Brétigny-sur-Orge, 63 % à Dourdan mais seulement 51 % à Arpajon, les trois villes les plus peuplées de la circonscription.

#### Quatrième circonscription
Députée sortante : Marie-Pierre Rixain (Renaissance)
| Candidat                 | Candidat                 | Parti et coalition       | Nuance                   | Premier tour | Premier tour | Second tour | Second tour |
| Candidat                 | Candidat                 | Parti et coalition       | Nuance                   | Voix         | %            | Voix        | %           |
| ------------------------ | ------------------------ | ------------------------ | ------------------------ | ------------ | ------------ | ----------- | ----------- |
|                          | Marie-Pierre Rixain      | RE (ENS)                 | ENS                      | 23 108       | 33,91        | 42 392      | 64,56       |
|                          | Jérôme Carbriand         | RÀD (RN)                 | UXD                      | 21 144       | 31,03        | 23 266      | 35,44       |
|                          | Amadou Deme              | PCF (NFP)                | UG                       | 21 010       | 30,83        | Retrait     | Retrait     |
|                          | Tony Gomes               | REC                      | REC                      | 1 177        | 1,73         |             |             |
|                          | Michèle Pohyer           | LO                       | EXG                      | 790          | 1,16         |             |             |
|                          | Jean-François Ricois     | SE                       | DIV                      | 500          | 0,73         |             |             |
|                          | Yves Marty               | SE                       | DIV                      | 419          | 0,61         |             |             |
|                          |                          |                          |                          |              |              |             |             |
| Suffrages exprimés       | Suffrages exprimés       | Suffrages exprimés       | Suffrages exprimés       | 68 148       | 96,54        | 65 658      | 95,08       |
| Votes blancs             | Votes blancs             | Votes blancs             | Votes blancs             | 1 656        | 2,36         | 2 728       | 3,95        |
| Votes nuls               | Votes nuls               | Votes nuls               | Votes nuls               | 493          | 0,70         | 673         | 0,97        |
| Total                    | Total                    | Total                    | Total                    | 70 297       | 100          | 69 059      | 100         |
| Abstention               | Abstention               | Abstention               | Abstention               | 29 316       | 29,43        | 30 573      | 30,69       |
| Inscrits / participation | Inscrits / participation | Inscrits / participation | Inscrits / participation | 99 613       | 70,57        | 99 632      | 69,31       |

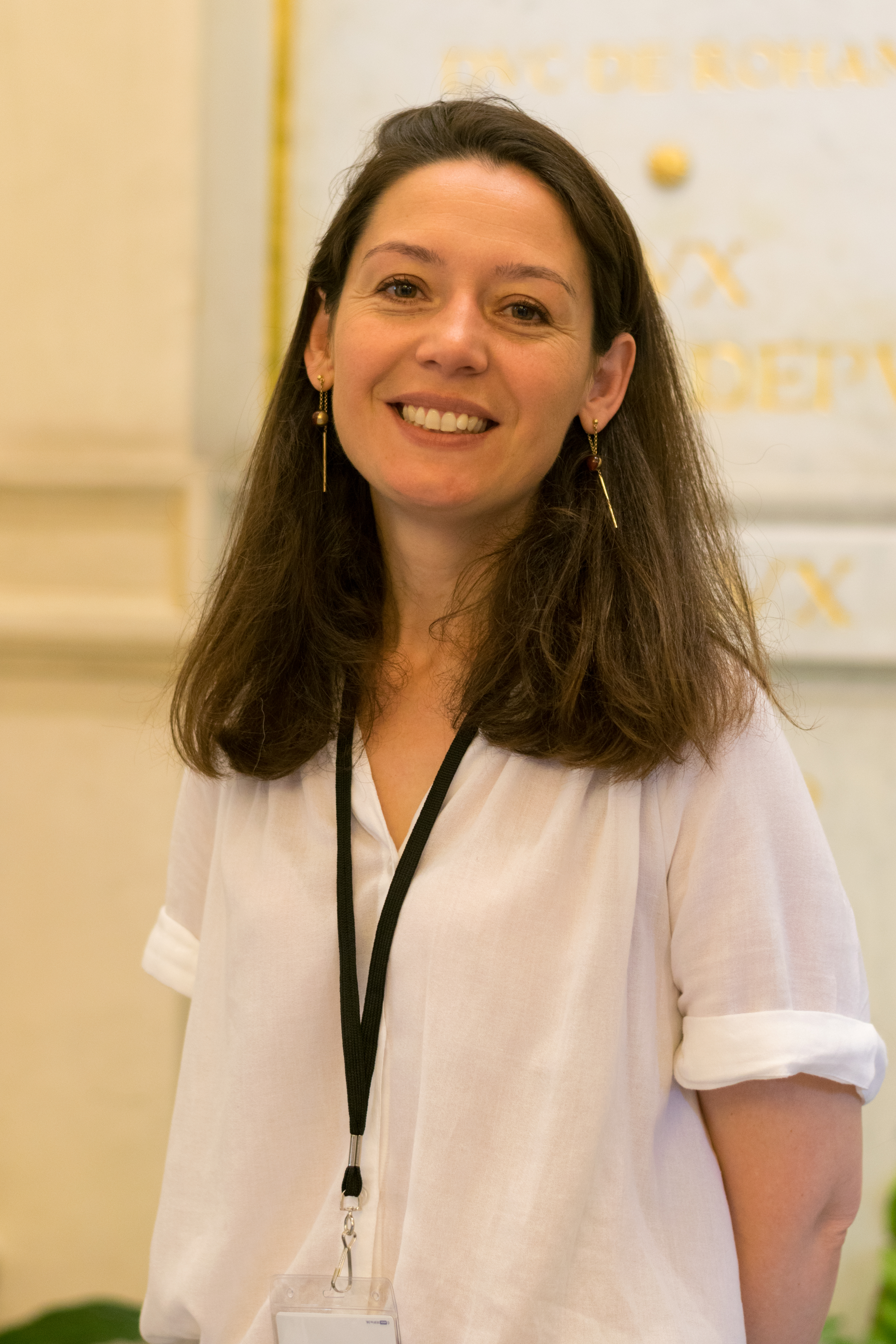
Marie-Pierre Rixain est députée depuis 2017.

Située dans le nord de l'Essonne, la quatrième circonscription couvre notamment les villes de Limours, Longjumeau, Villebon-sur-Yvette et Montlhéry. Bastion de la droite modérée, elle est détenue par Nathalie Kosciusko-Morizet durant dix ans, avant que Marie-Pierre Rixain ne soit élue en 2017 en soutien à Emmanuel Macron. Elle est réélue avec près de 56 % des voix face à la gauche en 2022. Deux ans plus tard, le Rassemblement national soutient Jérôme Carbriand, candidat proche d'Éric Ciotti, qui arrive en deuxième position, dépassant de peu le candidat communiste, qui se retire pour faire « barrage à l'extrême-droite ». Au second tour, la députée sortante est largement réélue, arrivant en tête dans toutes les communes de la circonscription. Au sein des principales villes, elle réunit 74 % des voix à Villebon, 71 % à Limours, 70 % à Longjumeau et 58 % à Montlhéry.

#### Cinquième circonscription
Député sortant : Paul Midy (Renaissance)
| Candidat                 | Candidat                 | Parti et coalition       | Nuance                   | Premier tour | Premier tour | Second tour | Second tour |
| Candidat                 | Candidat                 | Parti et coalition       | Nuance                   | Voix         | %            | Voix        | %           |
| ------------------------ | ------------------------ | ------------------------ | ------------------------ | ------------ | ------------ | ----------- | ----------- |
|                          | Pierre Larrouturou       | ND (NFP)                 | UG                       | 19 107       | 37,93        | 21 683      | 48,26       |
|                          | Paul Midy                | RE (ENS)                 | ENS                      | 16 362       | 32,48        | 23 248      | 51,74       |
|                          | Laetitia Horvelin        | RN                       | RN                       | 7 692        | 15,27        |             |             |
|                          | François Guy Trébulle    | SE (UDC)                 | DVD                      | 4 998        | 9,92         |             |             |
|                          | Marianne Billoir         | Équinoxe                 | ECO                      | 898          | 1,78         |             |             |
|                          | Wendy Lonchampt          | REC                      | REC                      | 627          | 1,24         |             |             |
|                          | Benoît Odille            | S&P                      | DVG                      | 380          | 0,75         |             |             |
|                          | Didier Paxion            | LO                       | EXG                      | 317          | 0,63         |             |             |
|                          |                          |                          |                          |              |              |             |             |
| Suffrages exprimés       | Suffrages exprimés       | Suffrages exprimés       | Suffrages exprimés       | 50 381       | 98,58        | 44 931      | 93,31       |
| Votes blancs             | Votes blancs             | Votes blancs             | Votes blancs             | 501          | 0,98         | 2 407       | 5,00        |
| Votes nuls               | Votes nuls               | Votes nuls               | Votes nuls               | 227          | 0,44         | 814         | 1,69        |
| Total                    | Total                    | Total                    | Total                    | 51 109       | 100          | 48 152      | 100         |
| Abstention               | Abstention               | Abstention               | Abstention               | 17 597       | 25,61        | 20 566      | 29,93       |
| Inscrits / participation | Inscrits / participation | Inscrits / participation | Inscrits / participation | 68 706       | 74,39        | 68 718      | 70,07       |

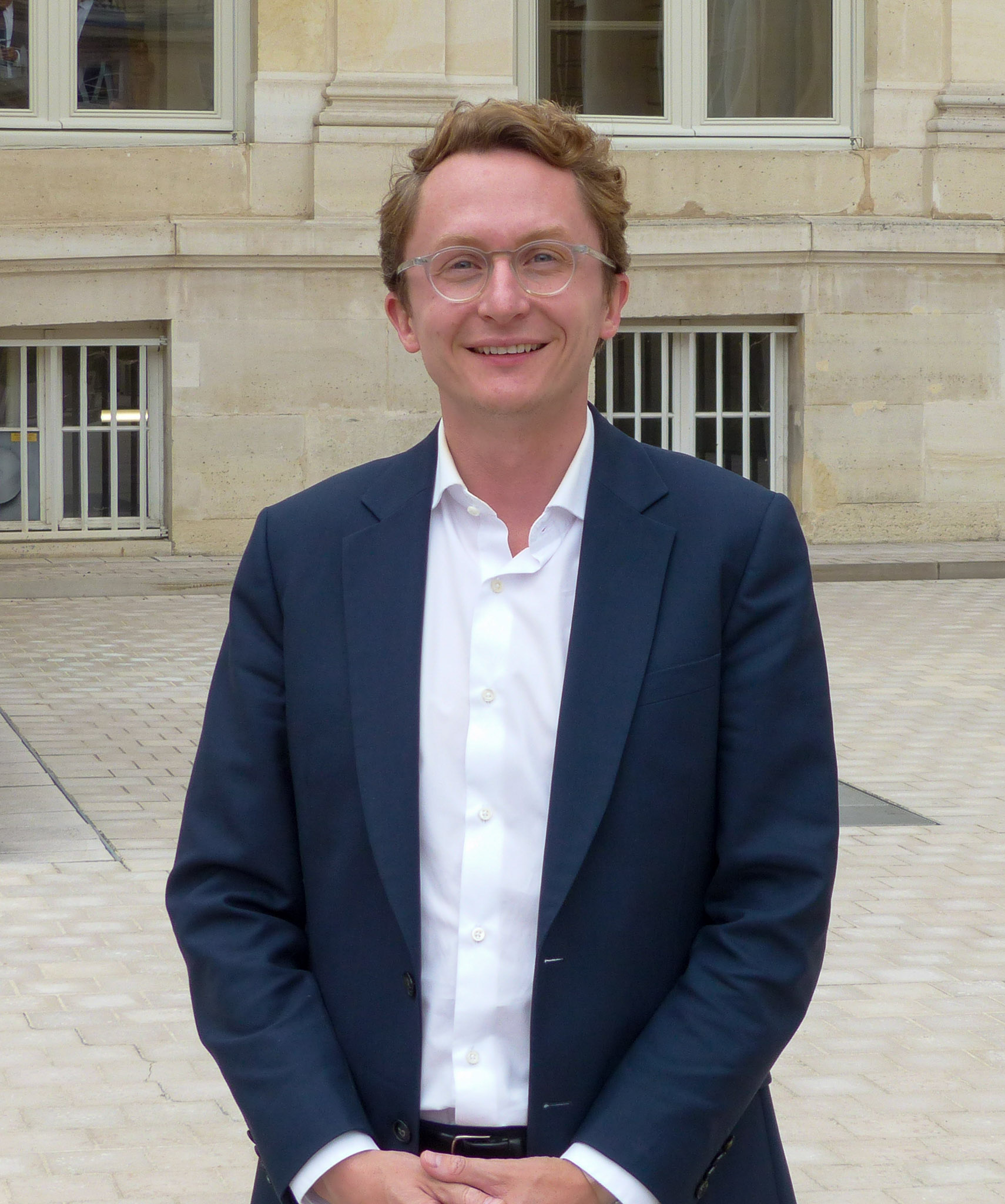
Paul Midy, député Renaissance depuis 2022, est un ancien membre de l'Union pour un mouvement populaire.

Circonscription située au nord de l'Essonne, elle est disputée entre la gauche et la droite. Cédric Villani, élu en 2017 en soutien à Emmanuel Macron, est battu en 2022 par Paul Midy avec seulement 19 voix d'avance après avoir rallié la Nupes. Seule circonscription du département où l'extrême-droite n'accède pas au second tour, le député sortant est réélu avec une courte avance. Il obtient 65 % des voix à Verrières-le-Buisson et 57 % à Gif-sur-Yvette,, tandis que Pierre Larrouturou est en tête aux Ulis avec 73 % des suffrages et à Orsay avec 54 %,.

#### Sixième circonscription
Député sortant : Jérôme Guedj (Parti socialiste)
| Candidat                 | Candidat                  | Parti et coalition       | Nuance                   | Premier tour | Premier tour | Second tour | Second tour |
| Candidat                 | Candidat                  | Parti et coalition       | Nuance                   | Voix         | %            | Voix        | %           |
| ------------------------ | ------------------------- | ------------------------ | ------------------------ | ------------ | ------------ | ----------- | ----------- |
|                          | Jérôme Guedj,             | PS (NFP)                 | UG                       | 19 280       | 34,44        | 38 991      | 74,26       |
|                          | Hella Kribi-Romdhane,     | G.s (NFP)                | DVG                      | 14 124       | 25,23        | Retrait     | Retrait     |
|                          | Natacha Goupy             | RN                       | RN                       | 11 650       | 20,81        | 13 515      | 25,74       |
|                          | Chantal Lacarrière Farges | LR (UDC)                 | LR                       | 8 119        | 14,50        |             |             |
|                          | Aloïs Lang-Rousseau       | UNIV (TUPV)              | ECO                      | 1 455        | 2,60         |             |             |
|                          | Francine Monnier          | REC                      | REC                      | 1 075        | 1,92         |             |             |
|                          | Bastien Vayssière         | LO                       | EXG                      | 280          | 0,50         |             |             |
|                          |                           |                          |                          |              |              |             |             |
| Suffrages exprimés       | Suffrages exprimés        | Suffrages exprimés       | Suffrages exprimés       | 55 983       | 98,16        | 52 506      | 95,04       |
| Votes blancs             | Votes blancs              | Votes blancs             | Votes blancs             | 817          | 1,43         | 2 194       | 3,97        |
| Votes nuls               | Votes nuls                | Votes nuls               | Votes nuls               | 231          | 0,41         | 544         | 0,98        |
| Total                    | Total                     | Total                    | Total                    | 57 031       | 100          | 55 244      | 100         |
| Abstention               | Abstention                | Abstention               | Abstention               | 26 293       | 31,56        | 28 102      | 33,72       |
| Inscrits / participation | Inscrits / participation  | Inscrits / participation | Inscrits / participation | 83 324       | 68,44        | 83 346      | 66,28       |

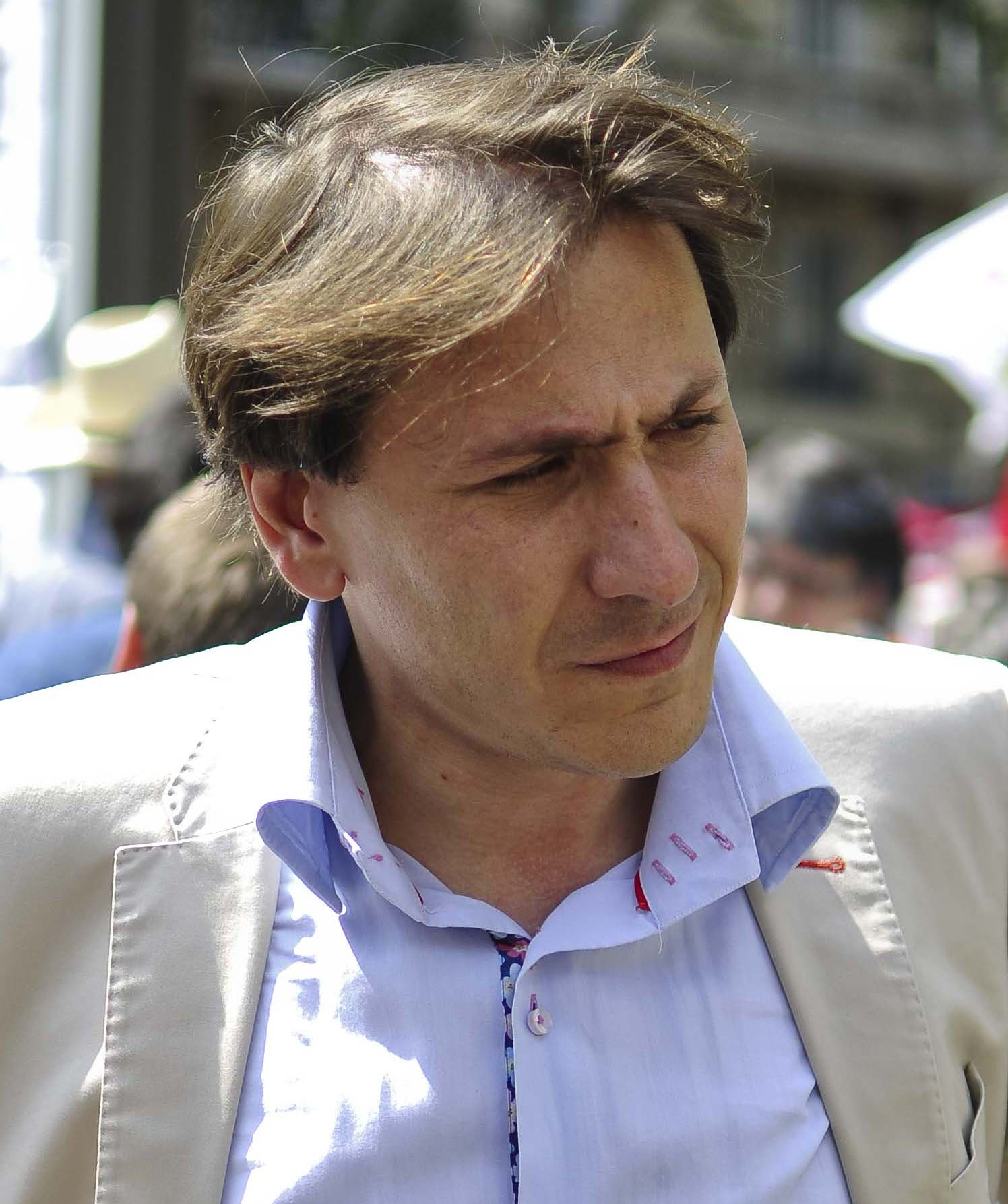
Jérôme Guedj est député depuis 2022.

Circonscription plutôt orientée à gauche, elle est remportée par Amélie de Montchalin en soutien à Emmanuel Macron en 2017. Elle est battue en 2022 par Jérôme Guedj, socialiste soutenu par l'union de la gauche de la Nupes. Deux ans plus tard, celui-ci refuse l'étiquette du Nouveau Front populaire. Son ancienne suppléante Hella Kribi-Romdhane se présente alors contre lui avec le soutien de la France insoumise « au nom du Nouveau front populaire ». À l'issue du premier tour, elle arrive deuxième et se retire en vue du second tour. Jérôme Guedj devient le député le mieux élu du département. Il obtient son meilleur score à Massy avec 82 % des voix tandis que la candidate du Rassemblement national obtient son meilleur score à Morangis avec 46 %.

#### Septième circonscription
Député sortant : Robin Reda (Renaissance)
| Candidat                 | Candidat                 | Parti et coalition       | Nuance                   | Premier tour | Premier tour | Second tour | Second tour |
| Candidat                 | Candidat                 | Parti et coalition       | Nuance                   | Voix         | %            | Voix        | %           |
| ------------------------ | ------------------------ | ------------------------ | ------------------------ | ------------ | ------------ | ----------- | ----------- |
|                          | Claire Lejeune           | LFI (NFP)                | UG                       | 19 012       | 40,83        | 20 780      | 44,31       |
|                          | Robin Reda               | RE (ENS)                 | ENS                      | 14 000       | 30,07        | 15 581      | 33,23       |
|                          | Audrey Guibert           | RN                       | RN                       | 11 676       | 25,07        | 10 532      | 22,46       |
|                          | Olivier Vagneux          | SE                       | DVD                      | 694          | 1,49         |             |             |
|                          | Olivier Villette         | DLF                      | DIV                      | 606          | 1,30         |             |             |
|                          | Didier Cormier           | REC                      | REC                      | 577          | 1,24         |             |             |
|                          |                          |                          |                          |              |              |             |             |
| Suffrages exprimés       | Suffrages exprimés       | Suffrages exprimés       | Suffrages exprimés       | 46 565       | 97,76        | 46 893      | 98,18       |
| Votes blancs             | Votes blancs             | Votes blancs             | Votes blancs             | 760          | 1,60         | 640         | 1,34        |
| Votes nuls               | Votes nuls               | Votes nuls               | Votes nuls               | 307          | 0,64         | 230         | 0,48        |
| Total                    | Total                    | Total                    | Total                    | 47 632       | 100          | 47 763      | 100         |
| Abstention               | Abstention               | Abstention               | Abstention               | 26 516       | 35,76        | 26 424      | 35,62       |
| Inscrits / participation | Inscrits / participation | Inscrits / participation | Inscrits / participation | 74 148       | 64,24        | 74 187      | 64,38       |

Située dans le nord du département, la septième circonscription est l'une des plus petites du département, composée de cinq communes seulement. Disputée entre la gauche et la droite, elle bascule dans le camp présidentiel en 2022, quand Robin Reda, récemment rallié à Ensemble, est réélu de justesse face à la candidate de l'union de la gauche. Deux ans plus tard, la même candidate de La France insoumise est élue à la suite d'une triangulaire avec le Rassemblement national. La gauche est en tête dans quatre communes, avec notamment 54 % des voix à Athis-Mons, 42 % à Viry-Châtillon et 39 % à Savigny-sur-Orge, tandis que l'extrême-droite est première à Paray-Vieille-Poste avec 36 %.

#### Huitième circonscription
Député sortant : Nicolas Dupont-Aignan (Debout la France)
| Candidat                 | Candidat                 | Parti et coalition       | Nuance                   | Premier tour | Premier tour | Second tour | Second tour |
| Candidat                 | Candidat                 | Parti et coalition       | Nuance                   | Voix         | %            | Voix        | %           |
| ------------------------ | ------------------------ | ------------------------ | ------------------------ | ------------ | ------------ | ----------- | ----------- |
|                          | Bérenger Cernon          | LFI (NFP)                | UG                       | 16 986       | 34,37        | 20 185      | 40,52       |
|                          | Nicolas Dupont-Aignan    | DLF                      | DSV                      | 16 288       | 32,96        | 18 672      | 37,48       |
|                          | François Durovray        | LR - NF (UDC)            | DVD                      | 13 532       | 27,38        | 10 960      | 22,00       |
|                          | Amina Bouatlaoui         | ÉAC                      | ECO                      | 1 683        | 3,41         |             |             |
|                          | Chantal Duboulay         | LO                       | EXG                      | 432          | 0,87         |             |             |
|                          | Lolita Duquenoy          | SE                       | DIV                      | 283          | 0,57         |             |             |
|                          | Jean-Baptiste Taofifenua | SE                       | DVC                      | 218          | 0,44         |             |             |
|                          |                          |                          |                          |              |              |             |             |
| Suffrages exprimés       | Suffrages exprimés       | Suffrages exprimés       | Suffrages exprimés       | 49 422       | 97,75        | 49 817      | 98,14       |
| Votes blancs             | Votes blancs             | Votes blancs             | Votes blancs             | 818          | 1,62         | 737         | 1,45        |
| Votes nuls               | Votes nuls               | Votes nuls               | Votes nuls               | 318          | 0,63         | 205         | 0,40        |
| Total                    | Total                    | Total                    | Total                    | 50 558       | 100          | 50 759      | 100         |
| Abstention               | Abstention               | Abstention               | Abstention               | 26 007       | 33,97        | 25 819      | 33,72       |
| Inscrits / participation | Inscrits / participation | Inscrits / participation | Inscrits / participation | 76 565       | 66,03        | 76 578      | 66,28       |

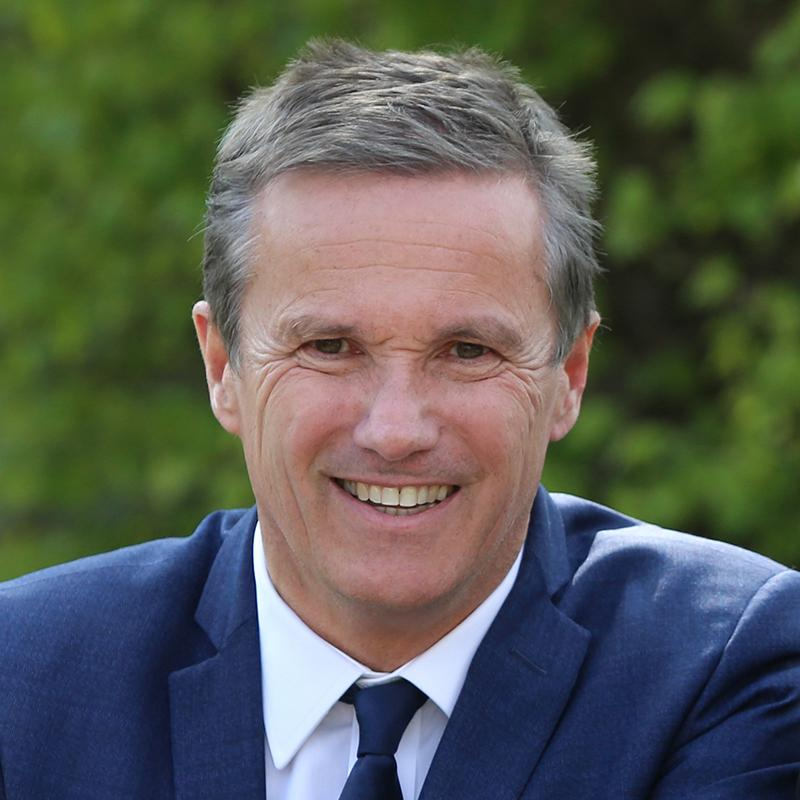
Nicolas Dupont-Aignan, député depuis 1997, est battu à l'issue d'une triangulaire.

La huitième circonscription est située dans le nord-est du département, et comprend cinq communes : Yerres, Vigneux-sur-Seine, Brunoy, Montgeron et Crosne. Elle constitue le fief historique de Nicolas Dupont Aignan, réélu depuis 1997, qui bénéficie de l'absence de candidat Rassemblement national depuis 2022, où il est largement réélu avec 57 % des suffrages. Deux ans plus tard, il fait face à la candidature de François Durovray à droite, dénonçant ainsi la trahison d'un de ses proches.
Nicolas Dupont-Aignan perd son siège au profit du cheminot Bérenger Cernon à l'issue d'une triangulaire. Il est néanmoins en tête à Yerres avec presque 50 % des suffrages, tandis que la gauche est largement en tête dans les quatre autres villes, réalisant son meilleur score à Vigneux-sur-Seine avec 55 % des voix.

#### Neuvième circonscription
Député sortant : Éric Husson (Renaissance), élu en 2022 en tant que suppléant de Marie Guévenoux (Renaissance)
| Candidat                 | Candidat                 | Parti et coalition       | Nuance                   | Premier tour | Premier tour | Second tour | Second tour |
| Candidat                 | Candidat                 | Parti et coalition       | Nuance                   | Voix         | %            | Voix        | %           |
| ------------------------ | ------------------------ | ------------------------ | ------------------------ | ------------ | ------------ | ----------- | ----------- |
|                          | Julie Ozenne             | LÉ (NFP)                 | UG                       | 19 288       | 37,60        | 29 461      | 62,00       |
|                          | Paul-Henri Merrien       | RN                       | RN                       | 15 449       | 30,12        | 18 057      | 38,00       |
|                          | Marie Guévenoux          | RE (ENS)                 | ENS                      | 13 908       | 27,11        | Retrait     | Retrait     |
|                          | Bruno Chamberlin         | SE                       | DIV                      | 1 652        | 3,22         |             |             |
|                          | Benoit Grisaud           | LO                       | EXG                      | 831          | 1,62         |             |             |
|                          | Sinan Boran              | SE                       | DIV                      | 168          | 0,33         |             |             |
|                          |                          |                          |                          |              |              |             |             |
| Suffrages exprimés       | Suffrages exprimés       | Suffrages exprimés       | Suffrages exprimés       | 51 296       | 97,39        | 47 518      | 91,58       |
| Votes blancs             | Votes blancs             | Votes blancs             | Votes blancs             | 1 057        | 2,01         | 3 498       | 6,74        |
| Votes nuls               | Votes nuls               | Votes nuls               | Votes nuls               | 319          | 0,61         | 869         | 1,67        |
| Total                    | Total                    | Total                    | Total                    | 52 672       | 100          | 51 885      | 100         |
| Abstention               | Abstention               | Abstention               | Abstention               | 27 115       | 33,98        | 27 927      | 34,99       |
| Inscrits / participation | Inscrits / participation | Inscrits / participation | Inscrits / participation | 79 787       | 66,02        | 79 812      | 65,01       |

Circonscription du nord-est du département, elle est représentée par Marie Guévenoux pour le camp présidentiel depuis 2017 puis par son suppléant Éric Husson depuis sa nomination au gouvernement. Arrivée en troisième position à l'issue du premier tour, elle se désiste pour le second tour tandis que le Rassemblement national double son score depuis 2022. La candidate écologiste est largement élue au second tour, avec notamment 75 % des voix à Épinay-sous-Sénart, 71 % à Ris-Orangis et 62 % à Draveil, l'extrême-droite étant seulement en tête à Varennes-Jarcy avec 56 % des suffrages et Morsang-sur-Seine avec 52 %.

#### Dixième circonscription
Député sortant : Antoine Léaument (La France insoumise)
| Candidat                 | Candidat                 | Parti et coalition       | Nuance                   | Premier tour | Premier tour | Second tour | Second tour |
| Candidat                 | Candidat                 | Parti et coalition       | Nuance                   | Voix         | %            | Voix        | %           |
| ------------------------ | ------------------------ | ------------------------ | ------------------------ | ------------ | ------------ | ----------- | ----------- |
|                          | Antoine Léaument         | LFI (NFP)                | UG                       | 16 242       | 43,01        | 22 556      | 65,16       |
|                          | Michael Amand            | RN                       | RN                       | 9 784        | 25,91        | 12 061      | 34,84       |
|                          | Alexandra Monet          | HOR (ENS)                | ENS                      | 7 137        | 18,90        |             |             |
|                          | Nicolas de Boishue       | LR (UDC)                 | LR                       | 2 207        | 5,84         |             |             |
|                          | Thierry Deneuve          | Cap21 (TUPV)             | ECO                      | 694          | 1,84         |             |             |
|                          | Kamel Kecer              | VD - UDI                 | ECO                      | 622          | 1,65         |             |             |
|                          | Stéphanie Hamon          | REC                      | REC                      | 373          | 0,99         |             |             |
|                          | Monique Leclerc          | LO                       | EXG                      | 317          | 0,84         |             |             |
|                          | Willy Deckel             | DLF                      | DIV                      | 257          | 0,68         |             |             |
|                          | Joël Mando               | SE                       | DVD                      | 70           | 0,19         |             |             |
|                          | Mihala Kabama            | SE                       | DIV                      | 60           | 0,16         |             |             |
|                          |                          |                          |                          |              |              |             |             |
| Suffrages exprimés       | Suffrages exprimés       | Suffrages exprimés       | Suffrages exprimés       | 37 763       | 97,57        | 34 617      | 90,93       |
| Votes blancs             | Votes blancs             | Votes blancs             | Votes blancs             | 596          | 1,54         | 2 749       | 7,22        |
| Votes nuls               | Votes nuls               | Votes nuls               | Votes nuls               | 344          | 0,89         | 703         | 1,85        |
| Total                    | Total                    | Total                    | Total                    | 38 703       | 100          | 38 069      | 100         |
| Abstention               | Abstention               | Abstention               | Abstention               | 24 121       | 38,39        | 24 783      | 39,43       |
| Inscrits / participation | Inscrits / participation | Inscrits / participation | Inscrits / participation | 62 824       | 61,61        | 62 852      | 60,57       |

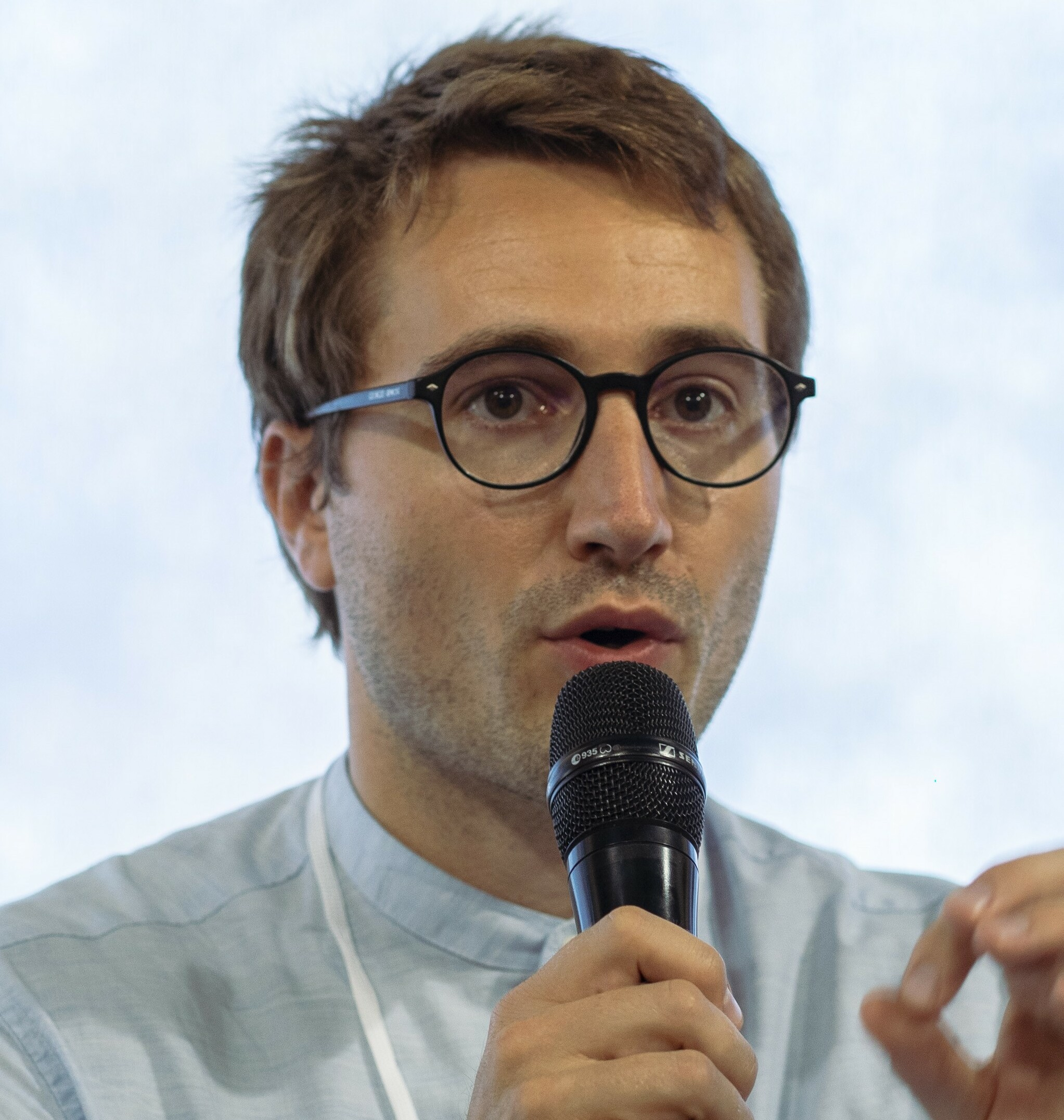
Antoine Léaument, député depuis 2022, est un proche de Jean-Luc Mélenchon.

L'une des plus petites circonscriptions de l'Essonne, elle compte seulement cinq communes. Bastion historique de la gauche, ancienne circonscription de Julien Dray, elle est conquise par le camp présidentiel en 2017, jusqu'à la victoire d'Antoine Léaument pour La France insoumise en 2022, avec 55 % des voix. Deux ans plus tard, le camp présidentiel chute tandis que le Rassemblement national accède au second tour. Le député sortant est réélu avec une avance plus confortable. Il obtient 82 % à Grigny, 66 % à Fleury-Mérogis, 63 % à Sainte-Geneviève-des-Bois et Saint-Michel-sur-Orge, ainsi que 58 % à Morsang-sur-Orge.